# جزيرة تشامب
جزيرة تشامب هي جزيرة تقع في أرخبيل فرنسوا جوزيف، روسيا.